# Обездоленные (фильм)
«Обездоленные», или «Беженцы» (бенг. ছিন্নমূল, Chinnamul), — индийский художественный фильм на бенгальском языке режиссёра Нимая Гхоша, вышедший в прокат в 1950 году. Фильм основан на повести Сварнакамала Бхаттачарьи и является одним из первых освещающих тему раздела Индии. Картина провалилась в индийском прокате, но создатели смогли компенсировать свои издержки, когда СССР купил его по рекомендации Пудовкина.

## Сюжет
Фильм начинается в деревне Восточной Бенгалии, где мирно живут люди (индуисты и мусульмане). Говинда (Шриканта) и Сумати — муж и жена, которые ожидают появления ребёнка. Но раздел Индии и слухи о столкновениях между представителями разных религий вынуждают индуистов покинуть свою родную деревню. Они не находят жилья в Калькутте и наряду с миллионами беженцев проводят повседневную жизнь во временных убежищах на железнодорожной станции Сиалда и вокруг неё.

## В ролях
- Прематош Рой — Шриканта, главный герой
- Шобха Сен[англ.] — жена главного героя
- Шанти Митра
- Шанти Деви
- Гангапада Басу[англ.] — лидер группы беженцев
- Биджон Бхаттачарья[англ.]
- Джалад Чаттерджи
- Ритвик Гхатак — Монохар, ювелир
- Сушил Сен

## Производство
Желая отразить страдания беженцев после раздела, Нимай Гхош воспользовался помощью индийской народной театральной ассоциации (IPTA), задействовав в фильме состоявших в ней актёров, в том числе не имевших опыта игры на камеру, в числе которых Биджон Бхаттачарья, Ритвик Гхатак, Чарупракаш Гхош, Гангапада Басу, Шобха Сен и Шанти Митра. А в сценарий фильма, по словам Гхоша, неофициально внёс свой вклад известный кинематографист Сатьяджит Рай, тогда арт-директор рекламного агентства.
«Обездоленные» стал одним из первых реалистичных фильмов Индии, будучи произведённым без участия известных актёров, грима (кроме усов), вырезанных сцен, песен, с использованием только скрытой камеры и диалогами на региональных диалектах. Только первая часть фильма, где действие происходит в одной из деревень Восточной Бенгалии, снималась преимущественно в студии.
Многие сцены второй части являются документальными, а некоторые появляющиеся в кадре люди были найдены режиссёром среди масс беженцев из Восточной Бенгалии. После выхода фильма он рассказал, как во время работы над сценой, где пожилая женщина говорит о покинутых ею родных местах, он попытался объяснить ей, что она должна чувствовать, декламируя подготовленный им текст, но беженка осадила его и сказала, что ей лучше знать, что чувствуют в этом случае, и, отказавшись от сценария, поведала о своих личных переживаниях. Гхош же признал, что в таком виде монолог оказался даже лучше.
Дебютировавший в фильме, будущий индийский кинематографист Ритвик Гхатак, выступивший как актёр и помощник режиссёра, также мигрировал с семьёй из Восточной Бенгалии незадолго до раздела.
Сцена, в которой главный герой прибывает в город, по словам режиссёра, также не была постановочной. Съёмочная группа приехала на вокзал, где разместили беженцев, и разметив композицию, начала съёмку по сигналу режиссёра, спрятав аппаратуру в закрытом автомобиле. Ведущий актёр, сделав вид, что только что сошёл с поезда, спросил дорогу на рыночную площадь у первого же встречного, и тот, приняв его за собрата по несчастью, дал ему подробные разъяснения.
Сам фильм создавался в трудных условиях, включая препятствия со стороны полиции (например, сценарий был изъят по решению суда). После окончания производства цензура потребовала создателей пойти на некоторые компромиссы, и фильм был выпущен только после вмешательства Б. Н. Сиркара из The New Theatres.
Но уже через несколько дней после выхода на экраны его сняли с проката. Однако вскоре после этого в составе советской киноделегации в Индию приехал В. И. Пудовкин, которого Нимай Гхош считал своим «заочным» учителем. Один из знакомых, через которого Гхош надеялся организовать встречу со своим кумиром, пожаловался, что тот критически относится к индийским фильмам, и режиссёр предложил показать ему «Обездоленных». Пудовкин высоко оценил картину и предложил отправить её для показа в Москву.

## Отзывы
В. И. Пудовкин написал о фильме: «замечательно видеть, как сразу вырастает искусство, соприкасаясь с действительной жизнью. Хотя фильм, как и все индийские фильмы, изобилует очень длинными разговорами, в нём увлекающей динамики действия гораздо больше, чем в других, нами виденных».
Джонатан Кроу из газеты The New York Times назвал фильм «имеющим отчетливый документальный привкус, не похожий на неореализм Италии».
Напротив, Мринал Сен, писавший для Parichay, раскритиковал фильм за его повествовательную и стилистическую непоследовательность.